# White Rose Vehicles
White Rose Vehicles war ein britischer Hersteller von Automobilen.

## Unternehmensgeschichte
John Richards gründete 1993 das Unternehmen in Gillingham in der Grafschaft Kent. Er begann mit der Produktion von Automobilen und Kits. Der Markenname lautete u. a. White Rose. 2001 endete die Produktion.

## Fahrzeuge
Von 1994 bis 1999 stand das Modell Dalesman im Sortiment. Dies war ein Lieferwagen im Stil der 1930er Jahre. Die Basis bildete ein Leiterrahmen. Die Karosserie bestand aus MDF. Viele Teile kamen vom Ford Sierra. Ein Bausatz kostete im ersten Jahr 4995 Pfund. Von diesem Modell entstanden etwa zwei Exemplare.
Der ähnliche Wharfedale fand zwischen 1996 und 2001 etwa 14 Käufer.
Der Swaledale war ein Verkaufswagen auf gleicher Basis.
Der Husky war der Nachfolger des RLT Husky von Real Life Toys. Er stand von 1995 bis 2000 im Sortiment und ähnelte dem Willys Jeep. Ein Leiterrahmen bildete die Basis, der 1997 375 Pfund kostete. Die Karosserie bestand ebenfalls aus MDF. Viele Teile stammten von Ford. Insgesamt stellte die beiden Hersteller zusammen etwa 100 Exemplare dieses Modells her.
Zwischen 1993 und 2000 fertigte White Rose Vehicles den White Rose Locust. Dies war ein Fahrzeug im Stil des Lotus Seven. Zuvor stellte T & J Sportscars und danach BWE Sportscars dieses Modell her.
Im gleichen Zeitraum entstand auch der White Rose Midge, ebenfalls von T & J Sportscars übernommen. Dies war ein Roadster im Stil der 1930er Jahre. Der Midge Owners’ and Builders’ Club setzt seit 2000 die Produktion unter eigenem Markennamen fort.
1998 übernahm das Unternehmen von Evans Hunter Sports Cars die Produktion des Maelstrom, der weiterhin als Maelstrom angeboten wurde. 2002 setzte BWE Sportscars die Produktion fort.